# Ophthalmophyllum friedrichiae
Ophthalmophyllum friedrichiae là một loài thực vật có hoa trong họ Phiên hạnh. Loài này được (Dinter) Dinter & Schwantes mô tả khoa học đầu tiên năm 1927.